# Cacia nigrofasciata
Cacia nigrofasciata är en skalbaggsart som beskrevs av J. Linsley Gressitt 1940. Cacia nigrofasciata ingår i släktet Cacia och familjen långhorningar. Inga underarter finns listade.